# Diébédougou
Diébédougou est une ancienne région du Mali qui fait partie de nos jours de la région de Kayes dans le cercle de Kéniéba.

## Histoire
Située à environ 140 km de Bafoulabé, 180 km de Messine et 250 km de Sénoudébou, Diébédougou est limitée à l'est par le Bambougou, au sud par le Konkadougou, à l'ouest par la Falémé et au nord par le Tambaoura.
Diébédougou était une région minière connue pour son or. Sa capitale était Kassama, une commune d'environ 20 000 habitants. Le pays est considéré fertile, produit du miel, des arachides, du riz et la population y élève des bœufs.
Georges Charles Émile Colin visite les mines le 22 novembre 1883 et en laisse une description détaillée. Il y signe un premier traité de paix.
Une carte topographique de la région minière de Diébédougou, entre la Falémé et le Bafing a été dressée en 1884 par le lieutenant Reichemberg.
Un traité de paix y est signé entre la France de Joseph Gallieni et les chefs de Diébédougou le 9 février 1887,, ratifié le 17 octobre.